# Kamolan
Kamolan is een bestuurslaag in het regentschap Blora van de provincie Midden-Java, Indonesië. Kamolan telt 4126 inwoners (volkstelling 2010).